# Hanok

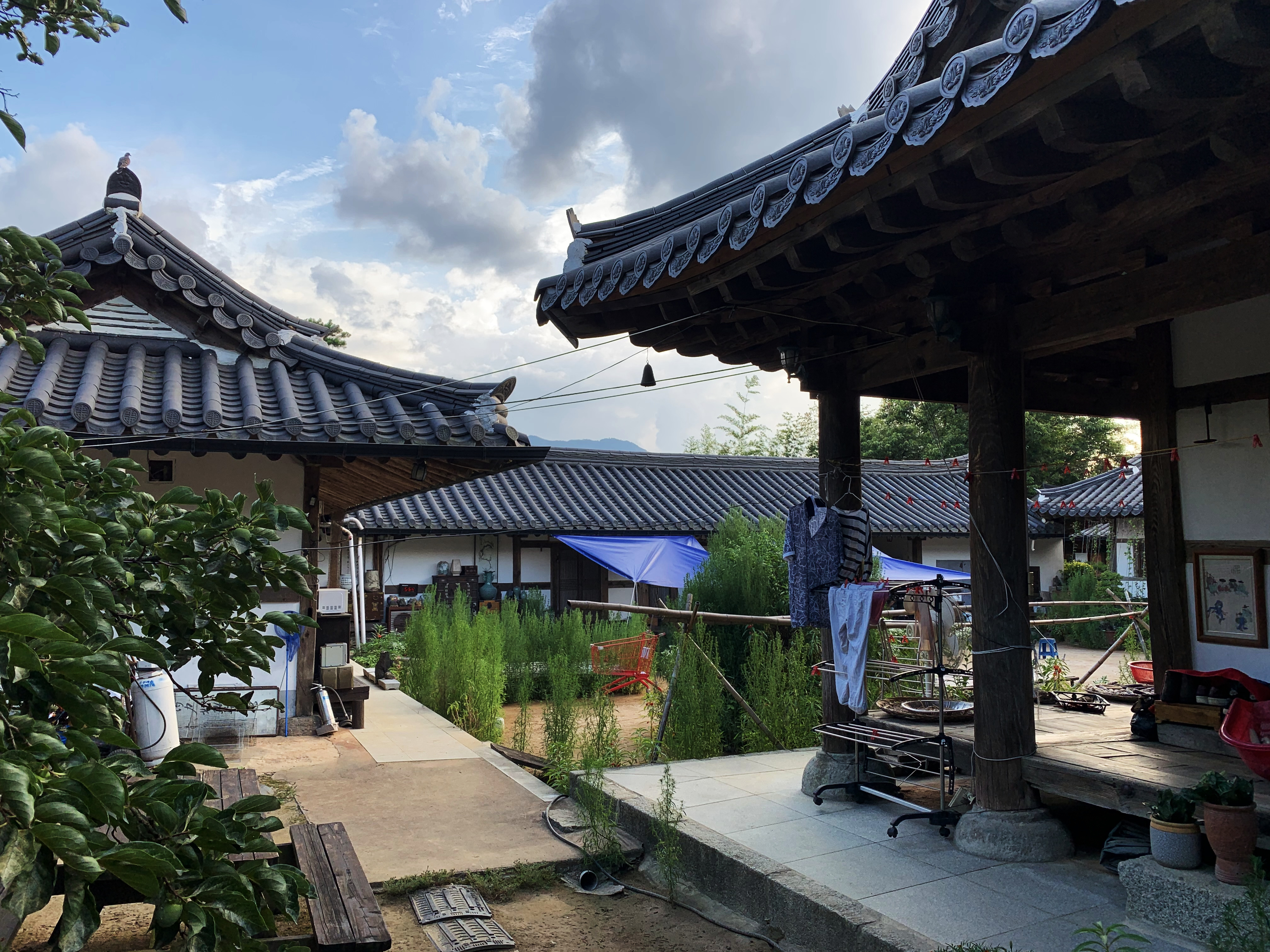
L'hanok Gokjeonjae, a Gurye.

L'hanok (한옥?, 韓屋?, han-okLR, han-okMR) è una casa tradizionale coreana.

## Etimologia
Hanok è una parola composta da due sillabe, han ("Corea") e ok ("casa"), e può essere interpretata come "casa coreana" o "casa costruita in stile coreano". Il termine, coniato per distinguere le abitazioni locali da quelle in stile occidentale (yangok) appena introdotte in Corea, appare per la prima volta in una pubblicazione sui lavori domestici del 23 aprile 1908, e si riferisce a diverse tipologie di case coreane quali la choga (con i tetti di paglia), la nawa (con i tetti di scandole) e la giwa (con i tetti di tegole). Hanok è stata registrata ufficialmente come parola nel dizionario Samsung del 1975; da definizione, è "l'opposto di una casa sofisticata e funzionale in stile occidentale".

## Caratteristiche
Ogni hanok ha un solo piano ed è fatta di tre materiali: legno, pietra e argilla.
La costruzione cominciava dalla scelta del terreno e dell'orientamento secondo il feng shui, dopodiché si disegnava la planimetria. Essa variava in base al clima: a nord, i locali erano disposti a quadrato attorno alla zona giorno per proteggerla dal freddo; a sud, in linea retta per favorire la circolazione dell'aria, con il soggiorno nel mezzo; al centro, assumevano la forma di una L. Le case di Jeju, al largo della costa meridionale della penisola coreana, avevano muri e recinzioni di roccia vulcanica, e tetti in paglia legati da corde per resistere ai forti venti.
Le residenze nobili erano composte da più costruzioni disposte intorno a un cortile; essendo spesso edificate su un terreno inclinato a causa della conformazione montagnosa della Corea, gli edifici principali sorgevano più in alto, mentre le pertinenze più in basso. Quando la planimetria era pronta, si gettavano le fondamenta di roccia, nelle quali s'inseriva l'ondol, un sistema di riscaldamento a pavimento alimentato da una stufa a legna posta accanto alla casa. Successivamente s'installavano le travi e il tetto, poi i muri, per finire le finestre, le porte scorrevoli (di legno e carta di gelso, traspirante ma resistente all'acqua) e il rivestimento del pavimento, anch'esso di carta.
L'aspetto classico dell'hanok ricorda molto da vicino l'architettura cinese delle dinastie Tang e Song, ma la disposizione interna delle stanze è completamente diversa e rappresenta una fusione tra la cultura della Corea settentrionale e quella della Corea meridionale, esemplificata dall'utilizzo contemporaneo dell'ondol, tipico della prima, e del maru, un pavimento di legno studiato per restare fresco in estate, tipico della seconda.
Ogni stanza aveva una funzione, oltre a riflettere gli insegnamenti e le divisioni di genere del neoconfucianesimo: quelle esterne erano destinate agli uomini, mentre quelle interne a donne e bambini; la servitù, se presente, risiedeva e lavorava nei pressi del portone principale. Nelle hanok dei nobili si ritrovano le seguenti zone:
- Anchae (안채?): le stanze interne, frequentate in prevalenza dalle donne, poste a ovest. Qui avvenivano parti e veglie funebri, e si cucinavano i pasti. Vicino alla cucina o al pozzo si trovava la jangdokdae (장독대?), una piattaforma dove si sistemavano le giare di salsa di soia, doenjang, gochujang e kimchi a fermentare;
- Jeongja (정자?): il padiglione aperto con funzioni di portico o terrazza;
- Madang (마당?): il cortile centrale;
- Sadang (사당?): il tempio degli antenati;
- Sarangchae (사랑채?): le stanze degli uomini, poste a est, erano luoghi di conversazione e studio.

La dimensione e la struttura delle hanok variavano in base alla classe sociale: mentre nelle residenze nobili la cucina si trovava in un edificio separato dalle stanze degli uomini perché era il luogo di lavoro della servitù, le case del popolo integravano spesso ogni locale in una sola costruzione chiamata choga samgan (초가 삼간?, 草家三間?), solitamente composta da tre stanze – due private e la cucina. Inoltre, il maru era di dimensioni ridotte e, anziché costituire il pavimento di una stanza, faceva da piccolo portico di fronte alla casa. Nelle campagne si costruivano interi villaggi di hanok vicino alle risaie, con le residenze dei nobili in cima alle colline e le case dei contadini lungo le pendici, fino a valle.

### Hanokurbane e contemporanee

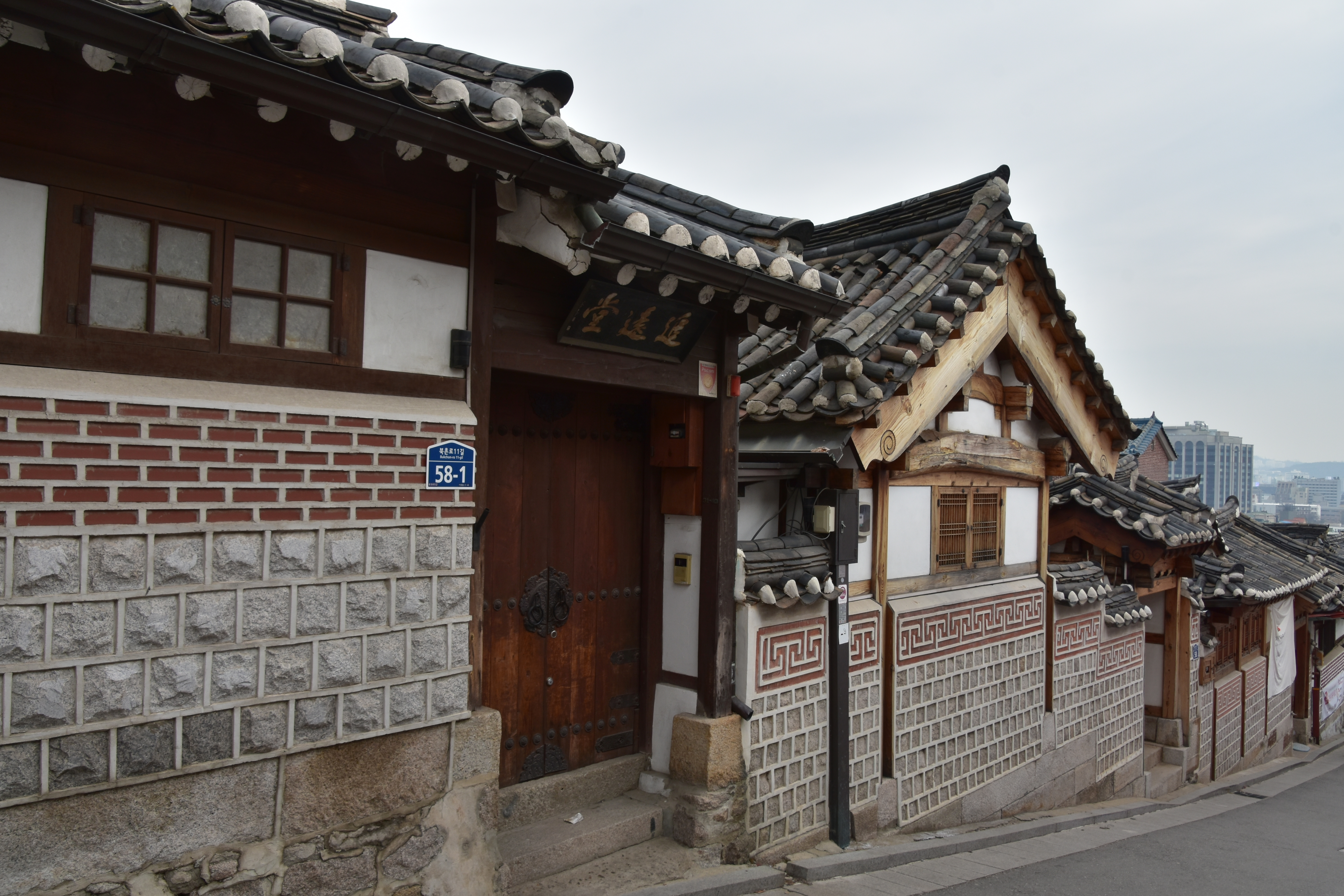
Hanok urbane a Bukchon, il più rappresentativo villaggio hanok di Seul.

L'hanok urbana era l'alloggio universale tra gli anni 1930 e 1960. La planimetria è standardizzata (le possibili forme della casa sono tre: ㄱ, ㄷ, ㅁ), la struttura è più compatta, formata da un solo edificio con il cortile al centro, e le tradizionali mura esterne sono state eliminate, così come la suddivisione tra locali femminili e maschili. Per sfruttare al meglio il terreno, le case venivano costruite fianco a fianco, con le gronde vicine, su appezzamenti rettangolari, condividendo a volte un unico tetto collegato. Per quanto riguarda i materiali, i mattoni hanno sostituito la pietra, e il vetro la carta delle finestre.
L'hanok contemporanea del XXI secolo integra i moderni metodi di costruzione e finitura alla struttura base dell'hanok, soprattutto sotto l'aspetto dei servizi igienici e del riscaldamento/raffreddamento. Il design interno è spesso sofisticato, l'acciaio ha sostituito il legno, e l'edificio ha un maggior sviluppo verticale, con l'aggiunta di seminterrati e mansarde.

## Storia
La struttura dell'hanok è stata creata nel tardo XIV secolo durante la dinastia Joseon, quando l'ondol è stato adottato come sistema di riscaldamento delle stanze, rendendo necessari diversi cambiamenti architettonici, quali il sollevamento della casa di almeno 90 centimetri dal terreno per l'inserimento dell'impianto riscaldante, e la revisione della disposizione dei locali per risparmiare sulla legna, sfruttando lo stesso fuoco sia per riscaldare che per cucinare.
Dalla metà degli anni 1920 e fino al 1960, l'urbanizzazione e la modernizzazione di Seul hanno fatto aumentare esponenzialmente la domanda di alloggi, portando alla produzione in serie di una versione modificata dell'hanok tradizionale, definita "urbana". Con il successivo boom economico vissuto dalla Corea del Sud nell'ultimo trentennio del XX secolo, la costruzione delle hanok nelle città – ma non nelle zone rurali – è cessata quasi completamente, a causa delle nuove politiche abitative adottate dal governo e dall'allontanamento dei coreani dalla cultura tradizionale a favore di quella occidentale. Durante i primi anni 1990, un numero sempre più elevato di case tradizionali è stato demolito a Seul per far spazio a condomini residenziali a più piani.
Nel 2001 il governo sudcoreano ha avviato un programma di preservazione e restauro delle hanok rimaste, e molte sono diventate alberghi e residenze di villeggiatura. Ciò ha attirato l'attenzione di pubblico e architetti, e un numero sempre maggiore di persone ha espresso il desiderio di vivere in una casa tradizionale, forse mosso dalla nostalgia e dalla ricerca di uno stile di vita meno frenetico. Il numero di hanok di nuova costruzione è nuovamente aumentato a Seul; esse vengono definite "contemporanee".

## Turismo
Alcuni quartieri dove le hanok non sono state demolite sono diventati delle popolari mete turistiche: tra essi figurano i villaggi hanok di Bukchon, Namsangol e Ikseon-dong a Seul, quello di Jeonju, e quelli di Hahoe ad Andong e di Yangdong a Gyeongju, designati patrimoni dell'UNESCO.